# Chironomus harti
Chironomus harti är en tvåvingeart som beskrevs av Malloch 1915. Chironomus harti ingår i släktet Chironomus och familjen fjädermyggor.
Artens utbredningsområde är Illinois. Inga underarter finns listade i Catalogue of Life.